# Timon (genre)
Pour les articles homonymes, voir Timon.
Genre
Timon est un genre de sauriens de la famille des Lacertidae.

## Répartition
Les espèces de ce genre se rencontrent en Europe du Sud, en Afrique du Nord et au Moyen-Orient.

## Liste des espèces
Selon The Reptile Database (7 avril 2019) :
- Timon kurdistanicus (Suchov, 1936)
- Timon lepidus (Daudin, 1802)
- Timon nevadensis (Buchholz, 1963)
- Timon pater (Lataste, 1880)
- Timon princeps (Blanford, 1874)
- Timon tangitanus (Boulenger, 1889)

## Publication originale
- Tschudi, 1836 : Über ein neues Subgenus von Lacerta Cuv. Isis von Oken, Leipzig, vol. 29, no 7, p. 546-551 (texte intégral).